# Ityphilus krausi
Ityphilus krausi är en mångfotingart som beskrevs av Pereira och Minelli 1996. Ityphilus krausi ingår i släktet Ityphilus och familjen Ballophilidae.
Artens utbredningsområde är Peru. Inga underarter finns listade i Catalogue of Life.